# 刘静庵
刘静庵（1875年—1911年6月12日），原名贞一，又名大雄，字敬安、静庵，以字行，中国湖北潜江人，清朝末年反清革命人士，基督徒，教名保罗。

## 生平
刘静庵自幼随父亲学习旧学，并涉猎新学。 1903年，入湖北护军马队第一营当兵，后调到营部帮办文案。1904年，同吕大森等人发起成立科学补习所。同年10月，因为科学补习所响应长沙华兴会起义之事泄露，刘静庵称病离开第一营。此后，他参与策划了王汉、胡瑛行刺铁良的行动。1905年，入美国圣公会在武昌附设的日知会任司理，并受洗入教，兼任文华书院神学系汉文教习。在日知会，刘静庵购买进步书刊，组织演讲，联络军界及学界人士，发展会员。
1906年2月，以“日知会”为名的革命团体成立，刘静庵任总干事。此后，他筹设江汉公学、东游预备科。当时，日本东京中国同盟会总部派中国同盟会湖北分会会长余诚到湖北，以日知会会址作为活动地点，刘静庵乃参加中国同盟会，同余诚合作，使日知会成为中国同盟会的分支。1906年夏，法国人欧几罗奉孙文之命到湖北视察中国同盟会会务，刘静庵等人在日知会为欧几罗召开欢迎会，并宣讲革命，遭到密探侦知。同年12月，他和革命党人朱子龙等秘密策划响应萍浏醴起义，被郭尧阶向清政府告密，并称刘静庵即湖南通缉的会党领袖刘家运。1907年1月，刘静庵在黄陂农村被捕，押到武昌入狱，受到刑讯逼供，后被判处死刑。经各界援救，1909年与胡瑛一同被判为永远监禁。在狱中，刘静庵组织囚犯以“铁血军”的名义开展活动，并和监狱外的其他各革命团体取得联系。刘静庵还在狱中读书并记日记，一直坚强不屈，人称“铁汉”。

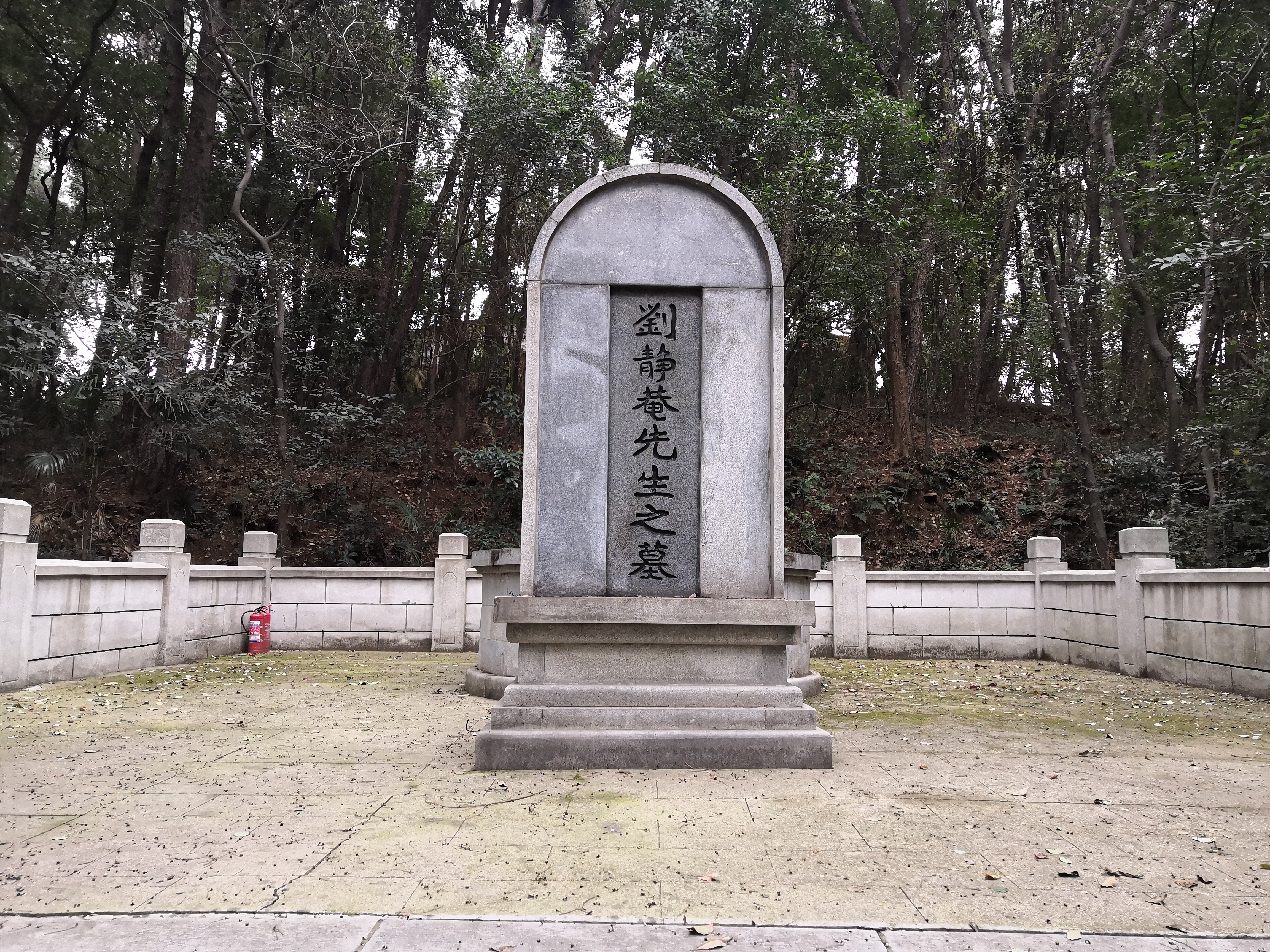
刘静庵墓

1911年6月12日，刘静庵在狱中病逝。美国圣公会收殓了其遗体。1928年，刘静庵迁葬武昌伏虎山。